# گاه‌شمار اسلام در سده ششم میلادی
این سده تقریباً از سال ۱۲۶ پیش ازهجرت تا سال ۲۳ پیش از هجرت می‌باشد. تاریخ‌ها تقریبی است.

## سده ششم میلادی (از سال ۵۰۰ تا ۵۹۹)

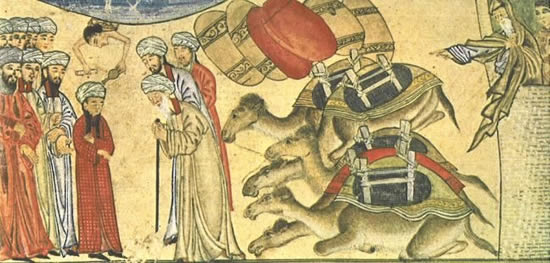
محمد در سن ۱۲ سالگی بحیرا را ملاقات می‌کند. (۵۸۲ میلادی)

- ۵۴۵: (سال ۸۰ پیش از هجرت) میلاد عبدالله بن عبدالمطلب پدر محمد پیامبر اسلام.
- ۵۷۰: (سال ۵۳ پیش از هجرت) میلاد محمد بن عبدالله پیامبر اسلام و مرگ عبدالله بن عبدالمطلب. سال عام الفیل و حمله ابرهه به کعبه
- ۵۷۳: (سال ۵۱ پیش از هجرت) میلاد ابوبکر نخستین زمامدار مسلمین پس از پیامبر اسلام.
- ۵۷۶: (سال ۴۸ پیش از هجرت) مرگ آمنه مادر محمد.
- ۵۷۶: (سال ۴۸ پیش از هجرت) میلاد عثمان سومین زمامدار مسلمین پس از پیامبر اسلام.
- ۵۷۸: (سال ۴۶ پیش از هجرت) مرگ عبدالمطلب پدربزرگ محمد. سرپرستی محمد به وسیله عمویش ابوطالب.
- ۵۸۲: (سال ۴۲ پیش از هجرت) میلاد عمر بن خطاب دومین زمامدار مسلمین پس از پیامبر اسلام.
- ۵۸۲: (سال ۴۱ پیش از هجرت) سفر محمد به سوریه (شام) به همراه ابوطالب و ملاقات بحیرا راهب مسیحی. بحیرا اشاره می‌کند که محمد شخص معمولی نیست و دارای نشان‌های پیامبری است.
- ۵۹۴: (سال ۲۹ پیش از هجرت) کار کردن محمد برای خدیجه به عنوان مسئول کاروان‌های تجاری وی برای سفر به سوریه و بازگشت از آنجا.
- ۵۹۵: (سال ۲۸ پیش از هجرت) ازدواج محمد و خدیجه.
- ۵۹۹: (سال ۲۴ پیش از هجرت) میلاد علی بن ابی طالب چهارمین زمامدار مسلمین و اولین امام شیعیان در شهر مکه، پسر عمو، داماد و برادرخوانده پیامبر اسلام.